# Вапнярки
Вапнярки (укр. Вапнярки) — село на Украине, находится в Томашпольском районе Винницкой области.
Код КОАТУУ — 0523983802. Население по переписи 2001 года составляет 765 человек. Почтовый индекс — 24222. Телефонный код — 4348.
Занимает площадь 2,238 км².

## Религия
В селе действует Свято-Параскевинский храм Томашпольского благочиния Могилёв-Подольской епархии Украинской православной церкви.

## Адрес местного совета
24222, Винницкая область, Томашпольский р-н, с. Паланка, ул. Чкалова, 2